# Kognitionspsychologie
Die Kognitionspsychologie, auch Kognitive Psychologie genannt (von lat. cognoscere 'wissen, erkennen, erfahren‘ und griechisch-lateinisch psychologia, 'Seelenlehre‘), ist ein Teilgebiet der Psychologie und beschäftigt sich auf der erkenntnistheoretischen Grundlage des Kognitivismus mit der Informationsverarbeitung (Kognition), insbesondere mit all jenen psychischen Vorgängen, die mit Wahrnehmung, Erkenntnis und Wissen zu tun haben. Weiterhin ist sie in die Kognitionswissenschaft einzuordnen. Gegenstand der Kognitionspsychologie sind die auf komplexe Weise organisierten psychischen Mechanismen des menschlichen Denkens.

## Gegenstand und Einordnung des Fachgebiets
Die Kognitionspsychologie untersucht menschliche Erkenntnisabläufe. Dabei beschäftigt sich die Forschung vor allem mit jenen Zuständen und Prozessen, die zwischen der Reizaufnahme und dem daran anschließenden Erleben und Verhalten liegen. Hierzu zählen z. B. die Funktionsweisen neuronaler Repräsentation oder das angenommene Prinzip einer Interdependenz zwischen Intuition und Reflexion.
Zum Begriff der Kognition, der traditionell irrtümlicherweise als Gegenbegriff zur Emotion angesehen wurde, gehören:
- Wahrnehmung
- Informationsverarbeitung
- Geist
- Denkpsychologie (Denken)
- Emotion und Handeln
- Intelligenz
- Sprache
- Kreativität
- Verstehen
- Urteilen (Psychologie) sowie Urteil (Logik)
- Werturteil (Bewerten)
- Vorstellungen
- Lernen
- Gedächtnis

Kognitionswissenschaften sind generell meist interdisziplinär orientiert. Die Kognitive Psychologie beschäftigt sich mit der Analyse der menschlichen Informationsverarbeitung (Kognition). Für ein Erklären kognitionspsychologischer Zusammenhänge ist ein grundlegendes Wissen im Bereich der Neurobiologie, also der biologischen Kommunikationsprinzipien des Zentralen Nervensystems (ZNS), von großer Bedeutung. Die kognitive Neurowissenschaft hat zu einer Erweiterung der Methoden und Theoriebildung in der Kognitionspsychologie maßgeblich beigetragen. Experimentelle kognitionspsychologische Forschung ist aber auch ohne den expliziten Rückgriff auf Gehirnmechanismen fruchtbar möglich.
In der Sozialpsychologie werden mit einer sozialen Einstellung assoziierte Wahrnehmungen, Meinungen, Urteile, Wissen, Überzeugungen, Argumente und weitere Leistungen des Verstandes als kognitive Komponenten der betreffenden Einstellungen bezeichnet.

## Geschichte
Nachdem 1868 Frans Cornelis Donders die Grundlagen für die Mentale Chronometrie mitgeschaffen und sich etwa am Ende des 19. Jahrhunderts die Ansicht durchgesetzt hatte, dass das menschliche Denken Gegenstand naturwissenschaftlicher Untersuchung und nicht nur philosophischer Betrachtung sein kann, entstanden die Ansätze der Psychologie als Wissenschaft. Vorreiter der Denkpsychologie waren Wilhelm M. Wundt und Hermann Ebbinghaus in Deutschland sowie William James in den USA. Durch die zweifelhafte Methode der Introspektion erreichte der Zweig bald eine Grenze.
Nach der langen Dominanzphase des Behaviorismus Mitte des 20. Jahrhunderts in Nordamerika begann schließlich die sogenannte Kognitive Wende, wesentlich getrieben durch die Informationstheorie. Mit der Entwicklung des Informationsverarbeitungsansatzes zwischen 1950 und 1960 waren wichtige Fortschritte der Informatik eng verbunden, insbesondere im Gebiet Künstliche Intelligenz.
Ende der 1950er Jahre entstand die Kognitive Psychologie als Teildisziplin der Allgemeinen Psychologie neu, angeregt durch gesellschaftliche Bedingungen und vom Wunsch nach einem wissenschaftlichen Theorieansatz über das „Denken“, der den mittlerweile besser erforschten biologischen Bedingungen Rechnung trägt, dabei aber auch die Vorstellung vom Menschen als informationsverarbeitendem Organismus zu Grunde legt. Die moderne Kognitive Psychologie nahm somit Gestalt an. Es bildete sich schnell ein entsprechendes gesellschaftliches Interesse an dieser neuen wissenschaftlichen Perspektive auf den menschlichen Verstand, an einer in Computermetaphern dargestellten Erkenntniswissenschaft des Erlebens und Verhaltens. Die Etablierung dieses neuen Menschenbildes kennzeichnet die Kognitive Wende insbesondere, da man von nun an auch in die „Black Box“ schauen konnte und diese in die behavioristische Theorie integrieren konnte. Die Methodik der Kognitionspsychologen beruhte damals weit gehend auf Experimenten im Labor. Ein weiterer Faktor war die neue Linguistik durch Noam Chomsky, die auf die Zusammenhänge von Sprache und Denken führte.
Saul Sternberg schuf zur Analyse einzelner Schritte der Informationsverarbeitung das erfolgreiche Sternbergparadigma. Eine vorläufige Synthese bot 1967 Ulric Neisser "Cognitive Psychology". Seit 1970 erscheint die Zeitschrift Cognitive Psychology.
Ab den 1970er Jahren jedoch zeigte die Kognitive Psychologie auch größeres Interesse an Erkenntnisabläufen in realen Situationen (Ökologischer Ansatz von James J. Gibson), an übergreifenden Theorien und an den Gehirnmechanismen, die der Kognition zu Grunde liegen.
Mittlerweile ist sie Pflichtfach für Psychologiestudenten und ein anerkanntes Forschungsfeld, mit einem noch sehr hohen Potential für zukünftige wissenschaftliche Erkenntnisse. Heutzutage können spezielle bildgebende Verfahren helfen, die zugrundeliegenden komplexen Hirnfunktionen besser zu verstehen. Sie befindet sich immer noch am Anfang einer komplizierten Forschung. Dank ihrer interdisziplinären Tendenzen ist sie von großer Beitragsfähigkeit für viele weitere Forschungsfelder. Häufig werden Kognitive Psychologie und Kognitionswissenschaft verwechselt. Erstere ist zwar eine der an der Kognitionswissenschaft beteiligten Disziplinen, jedoch mittlerweile auch eine komplett eigenständige Forschungsrichtung der Psychologie.
Sekundärdisziplinen:
- angewandte und pädagogische Psychologie
- klinische Psychologie, Psychiatrie, Neurologie, Neuropharmakologie
- Die Erforschung neuropsychologischer Syndrome wie z. B. „ADHS“
- Neurowissenschaften, Hirnforschung
- Neuroinformatik, Computational Neuroscience
- Neuromarketing
- Lernforschung und Pädagogik

## Neuronale Repräsentation
Neuronale Systeme zeigen eine komplexe Pfadabhängigkeit. Ihr zeitliches Verhalten ist nicht nur vom aktuellen Zustand, sondern auch von der Vorgeschichte des Systems abhängig. Die Ontogenese des Verstandes beinhaltet durch Erleben gemachte Erfahrung, neuronal repräsentiert durch Wissen im Gedächtnis (Psychogenese). Die interne Arbeitsweise des Verstandes ist weit komplexer als die modernsten Systeme der Computertechnologie. Daher ist das lange simplifizierend benutzte Bild vom Körper Hardware und dem Geist als Software mittlerweile obsolet.
Heutzutage ist mehr und mehr die Rede von einem organisierten Chaos im Gehirn. Eine große Herausforderung für mögliche Erklärungen für Funktionsweisen menschlichen Denkens und Handelns stellt die enorme Parallelität der neuronalen Reizweiterleitungen dar. Eine Lokalisierung in einfach dimensionierte Parameter ist nicht möglich. Stattdessen spricht man von offenen Systemen, Selbstorganisation und -regulierung, Pfadabhängigkeit, sowie von Nichtlinearität.
Es handelt sich bei der neuronalen Repräsentation deklarativen oder prozeduralen Wissens vermutlich um eine Koordination u. a. von Aktionspotentialen der Neuronen in bestimmten räumlich und zeitlich definierten Mustern. Eine wichtige Rolle spielt ebenfalls die Biochemie im ZNS, denn auch Neurotransmitter und Hormone nehmen Einfluss auf die Interaktion mehrerer Nervenzellen. Von den Alphawellen wird eine wichtige Aufgabe bei der Steuerung der Aufmerksamkeit vermutet; hier gibt es zahlreiche verschiedene Forschungsansätze im Bereich der Neurologie und Hirnforschung.

## Funktionelle Anatomie des Nervensystems
Der Aufbau des Gehirns zählt zum – noch immer als unvollständig zu betrachtenden – Basiswissen. John R. Anderson sieht das Gehirn eingeteilt in eine Anzahl abgrenzbarer Bereiche, die unterschiedlichen Funktionen dienen. Unterschiedliche Spezialbereiche des Gehirns unterstützen dabei unterschiedliche kognitive Funktionen. Tatsächlich lassen sich durch Positronen-Emissions-Tomographie, sowie Elektroenzephalographie und Magnetoenzephalographie, (oder auch: im so genannten Scanner) auf der Hirnrinde allgemein bestimmbare Funktionsbereiche lokalisieren, die z. B. klare Aufgaben des „Verstandes“ oder Bereiche im peripheren Nervensystem repräsentieren. Durch Differenzbilder konnten auch die bekannten verschiedenen Hirnareale relativ genau ausfindig gemacht werden.

## Konnektionismus
In der Kognitiven Psychologie gibt es die Modelle des so genannten Konnektionismus. Diese erklären die Funktionsweise der Informationsverarbeitung durch das Ansammeln neuronaler Reize im Gehirn zu  Aktivationsmustern. Aktivationsmuster können Wissen repräsentieren und stellen unzählige Verbindungen zu weiteren Mustern her. Ein Hirn-Neuron kann bis zu 10.000 Verbindungen zu anderen Hirn-Neuronen haben; insgesamt gibt es im Gehirn etwa 1014 Verbindungen. Demgegenüber gehen nur etwa 2,5 Millionen Nervenfasern ins Gehirn hinein und nur etwa 1,5 Millionen hinaus. Unser Gehirn ist sozusagen hauptsächlich damit beschäftigt, mit sich selbst zu kommunizieren. Es entstehen kontextabhängige Kategorien, durch deren „Konnexion“ die Erkenntnis zustande kommt. J.R. Anderson schreibt von den „nervenzellenartigen Elementen […], die Aktivation ansammeln und erregende und hemmende Einflüsse auf andere Einheiten ausüben.“ Im Gehirn arbeiten im Gegensatz zu Computern an jedem „Rechenschritt“ Tausende von Neuronen gleichzeitig. Ein dichtes Netz von Verbindungen ermöglicht die Koordinierung ihrer Aktivität und ermöglicht die menschliche Erkenntnis.
In den Neurowissenschaften und der Hirnforschung ergeben sich ständig neue Erkenntnisse, die in dieses Gebiet hineinwirken. Beispielsweise spricht man sogar bei grundlegenden kognitiven Wahrnehmungsprozessen von interkulturellen Unterschieden: „Lange Zeit gingen Psychologen davon aus, die grundlegenden Denk- und Wahrnehmungsprozesse verliefen bei allen Menschen gleich, aber unser kultureller Hintergrund bestimmt nicht nur, worüber wir nachdenken, sondern auch wie.“ (Kühnen 2004)